# Okres Gmünd

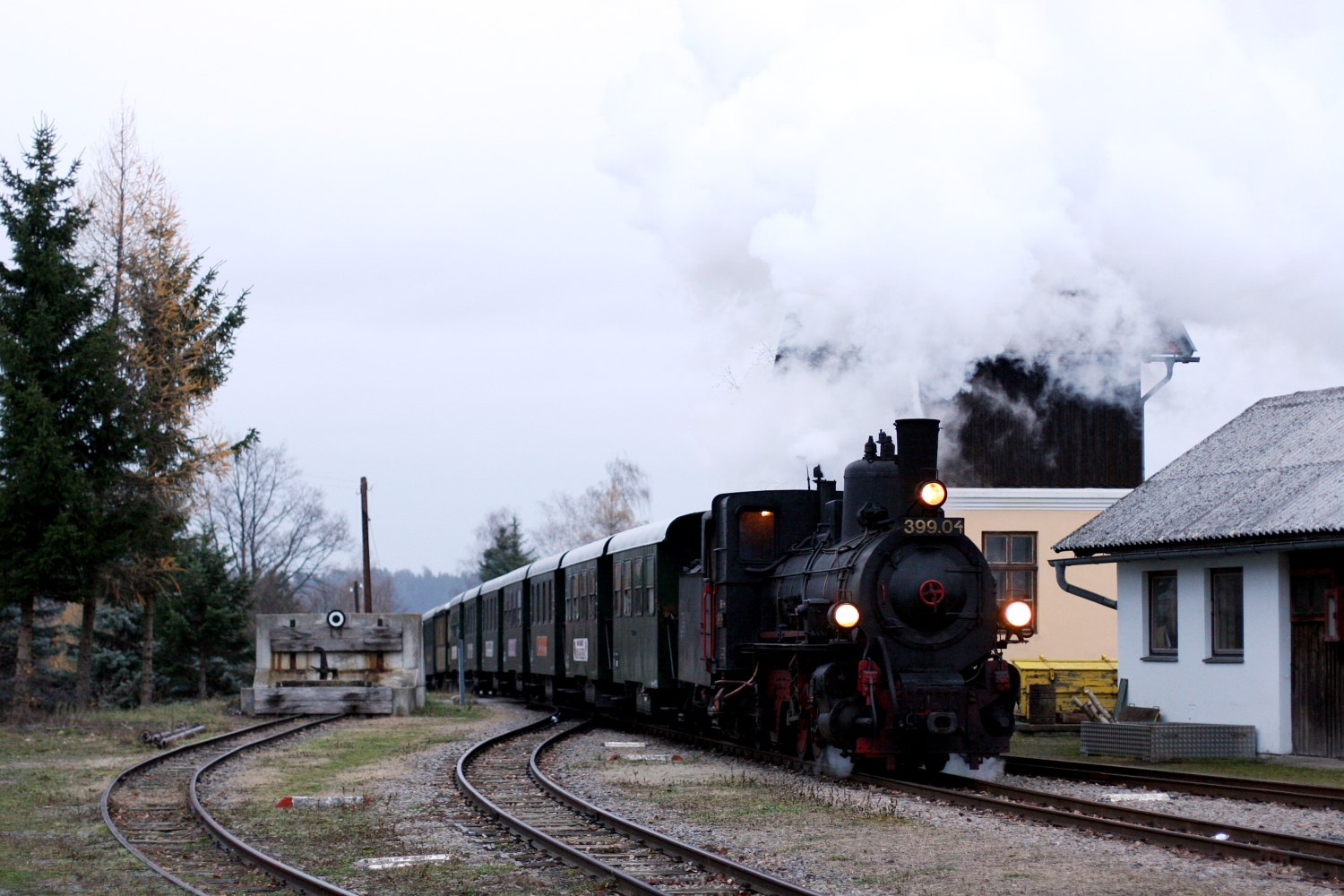
Úzkokolejky jezdí také na území okresu Gmünd. Jsou to tratě Groß-Gerungs – Gmünd a Litschau – Gmünd. Již dlouho se plánuje přeshraniční propojení úzkokolejek mezi Novou Bystřicí (JHMD) a Litschau.

Okres Gmünd je rakouským okresem ve spolkové zemi Dolní Rakousko. Okres byl vytvořen k 1. říjnu 1899 ze severozápadní části původního okresu Zwettl a západní části původního okresu Waidhofen an der Thaya. V letech 1899-1920 bylo jeho součástí i Západní Vitorazsko, které se 31. července 1920 stalo součástí Československa.

## Poloha okresu
Okres leží v nejseverozápadnější části Dolního Rakouska při hranicích s Českou republikou a Horním Rakouskem. Česká republika (přesněji Jihočeský kraj, okresy Jindřichův Hradec a České Budějovice) ho obklopují ze severu a ze západu. Na jihu sousedí s okresem Zwettl, na východě pak s okresem Waidhofen an der Thaya. V jihozápadní části okresu najdeme trojmezí Horního Rakouska, Dolního Rakouska a Jihočeského kraje. Okresní město Gmünd, česky Cmunt, je zároveň městem hraničním, na české straně mu odpovídá město České Velenice, které bylo dříve předměstím Cmuntu. Vzdálenost Gmünd – hlavní město země St. Pölten je asi 110 km.

## Povrch okresu
Většinu území okresu tvoří vrchoviny nad 500 m. Pouze nejbližší okolí města Gmünd (v údolí Lužnice) má nadmořskou výšku nižší. Na jihu území se zvedají Novohradské hory, které v některých místech překračují 1000 m.

## Správní členění
Okres Gmünd se dělí na 21 obcí, včetně pěti měst a jedenáct městysů. V závorkách je uveden počet obyvatel k 1. lednu 2010.

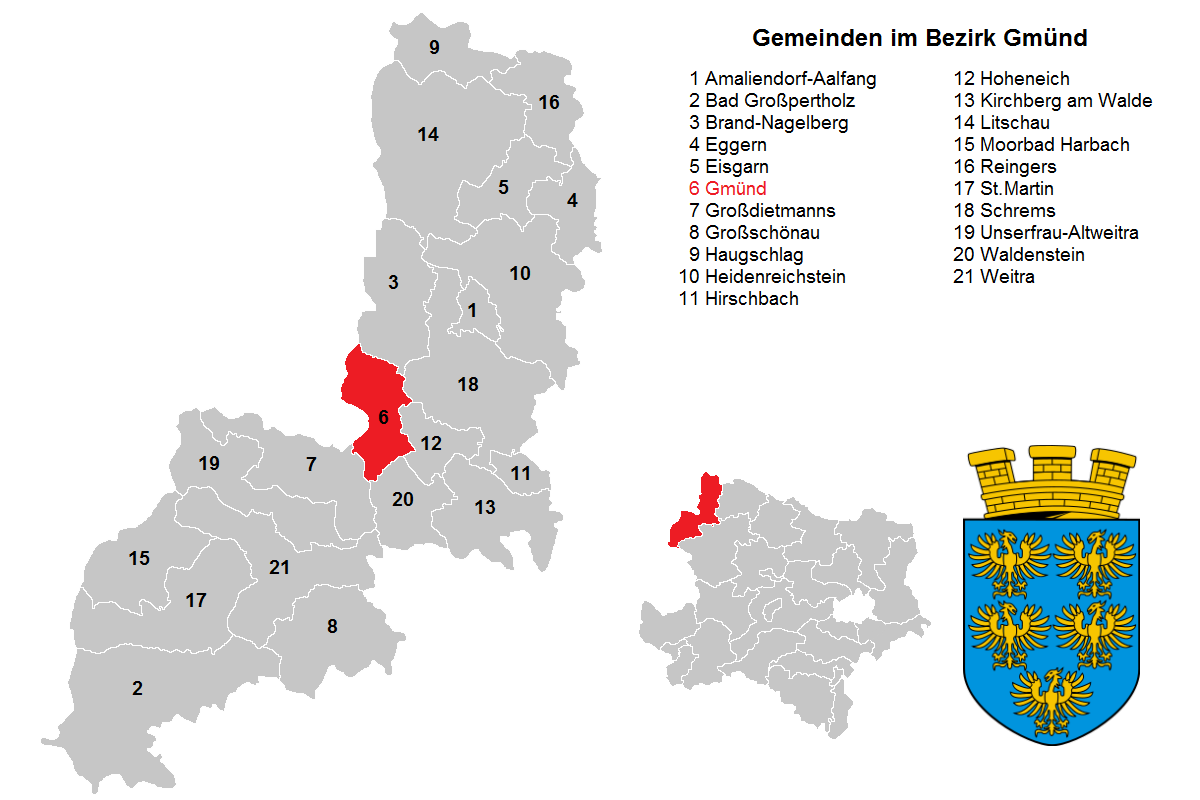
Obce v okrese Gmünd

Města
- Gmünd (5577)
- Heidenreichstein (4150)
- Litschau (2285)
- Schrems (5689)
- Weitra (2768)

Městyse
- Amaliendorf-Aalfang (1126)
- Bad Großpertholz (1381)
- Brand-Nagelberg (1680)
- Eggern (746)
- Eisgarn (667)
- Großdietmanns (2244)
- Großschönau (1238)
- Hirschbach (574)
- Hoheneich (1475)
- Kirchberg am Walde (1395)
- St. Martin (1148)

Obce
- Haugschlag (510)
- Moorbad Harbach (687)
- Reingers (691)
- Unserfrau-Altweitra (1005)
- Waldenstein (1183)